# Sarpdere, Demirköy
Sarpdere là một xã thuộc huyện Demirköy, tỉnh Kırklareli, Thổ Nhĩ Kỳ. Dân số thời điểm năm 2011 là 70 người.